# 努姆巴特島
67°34′S 47°58′E / 67.567°S 47.967°E
努姆巴特島是南極洲的島嶼，位於恩德比地，處於平恩島以東，該島嶼在1956年由澳大利亞的探險隊拍攝空中照片，以該國的本土動物命名。